# Stazione di Taurasi
La stazione di Taurasi è una fermata ferroviaria ubicata lungo la linea Avellino-Rocchetta Sant'Antonio. Serve il centro abitato di Taurasi, situato a circa 4 km dalla fermata, e si trova nel territorio comunale di Luogosano.

## Storia
La stazione venne attivata insieme alla prima parte della ferrovia da Avellino a Paternopoli il 27 ottobre 1893. Aveva un discreto traffico merci, legato principalmente al vino locale, e fino agli anni 1950 era dotata di un bar.
Nel 1987 divenne una fermata impresenziata e nel 1997 fu soppressa. Nei pressi della stazione sorge inoltre un breve raccordo ferroviario, dismesso nel 2003, per la zona industriale di Luogosano.
L'esercizio ferroviario sulla linea è stato sospeso il 12 dicembre 2010, e riattivato a partire dal 2016 per treni turistici. La fermata di Taurasi torna ad essere servita negli anni 2020 da alcuni treni storici di Fondazione FS Italiane.

## Strutture e impianti
La fermata è dotata di 2 binari passanti dotati di marciapiede per il servizio passeggeri, uno utilizzato e uno dismesso e scollegato dalla rete.
A causa del terremoto del 1980, che sconvolse le zone dell'Irpinia, il fabbricato viaggiatori venne sostituito con una struttura prefabbricata ancora oggi visibile, lo scalo merci fu dismesso e 2 binari e alcuni binari tronchi precedentemente utilizzati vennero scollegati dalla rete.